# Cricotopus annuliventris
Cricotopus annuliventris är en tvåvingeart som först beskrevs av Frederick Askew Skuse 1889.  Cricotopus annuliventris ingår i släktet Cricotopus och familjen fjädermyggor. Inga underarter finns listade i Catalogue of Life.